# Día del Patrimonio (Uruguay)

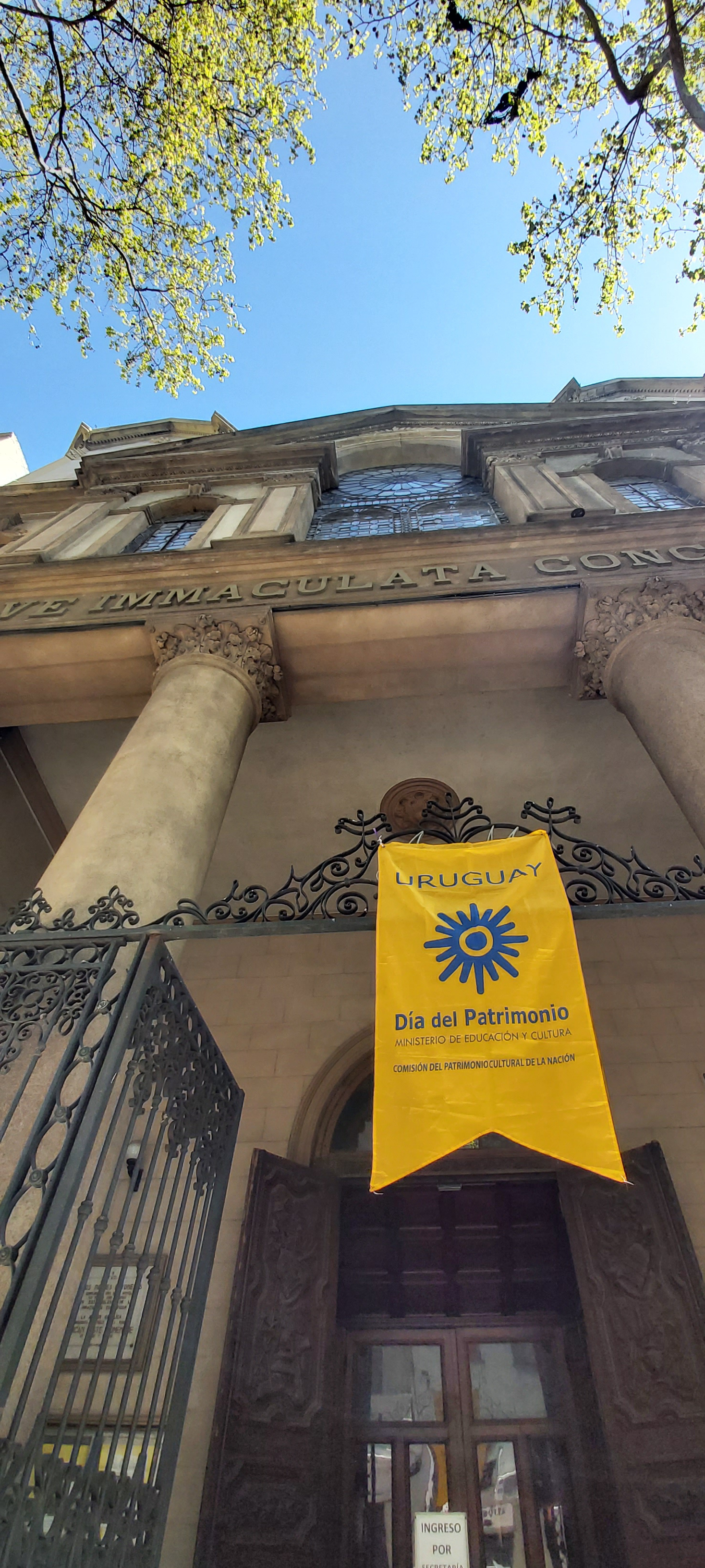
Vista de la Iglesia de San Miguel Garicoits durante la celebración del día del patrimonio.

El Día del Patrimonio es un evento cultural anual organizado en el mes de octubre por la Comisión del Patrimonio Cultural de la Nación del Ministerio de Educación y Cultura en Uruguay. En esta instancia, y de manera extraordinaria, todos los edificios gubernamentales, monumentos históricos, instituciones educativas, godinias, museos, edificios y hasta residencias privadas de interés histórico, cultural o arquitectónico están abiertas gratuitamente al público para ser visitadas, en ocasiones acompañadas de exposiciones o actividades culturales especiales.
Si bien en sus comienzos el énfasis estaba en el patrimonio arquitectónico, con el devenir del tiempo se comenzó a ampliar la noción de patrimonio para abarcar toda obra material e inmaterial que se valora en el imaginario colectivo, desde los monumentos históricos hasta la música y la literatura.

## Historia

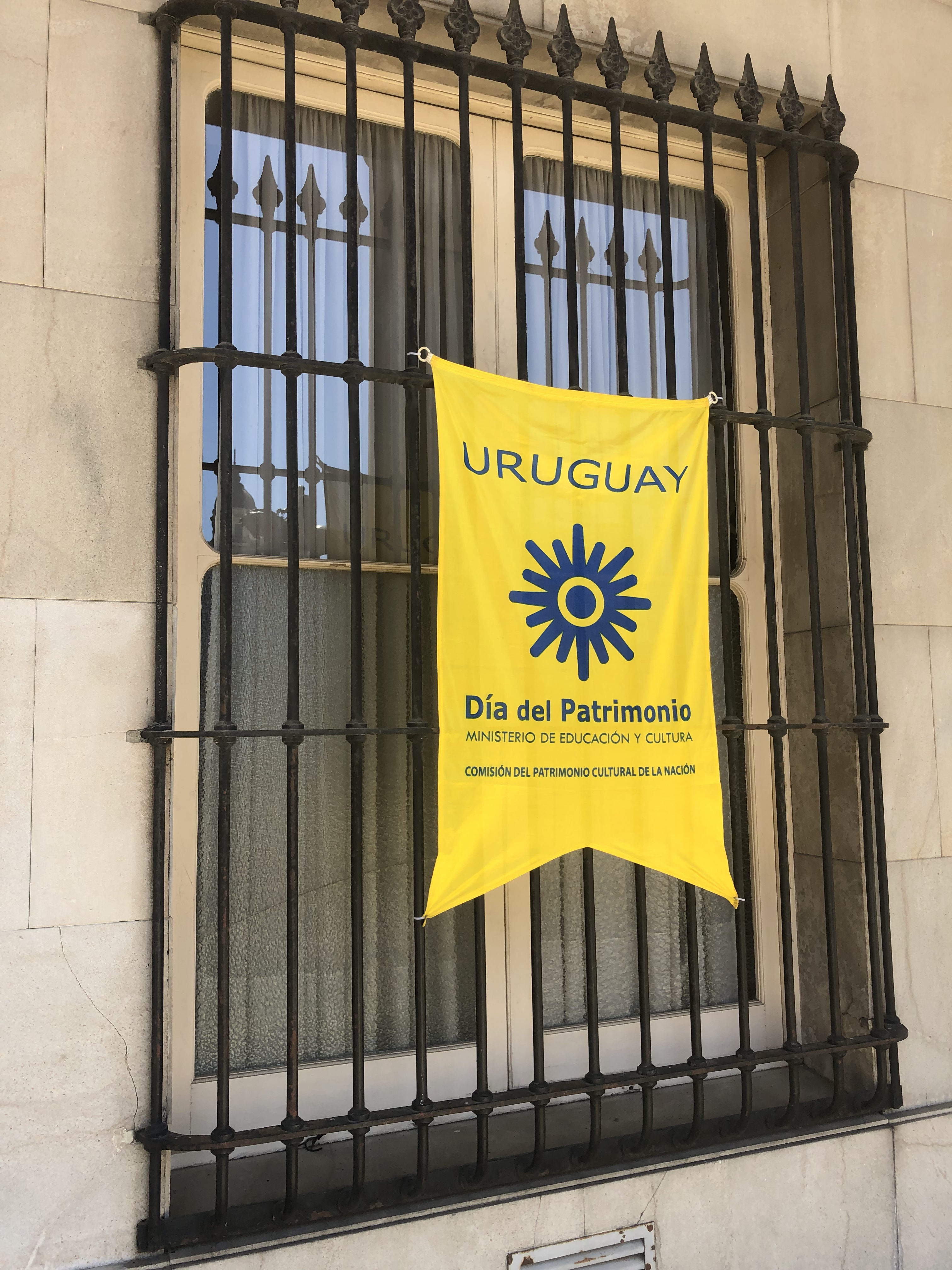
Emblema del Día del Patrimonio

El Día del Patrimonio se celebró por primera vez en Uruguay en 1995, siendo una iniciativa del fallecido arquitecto José Luis Livni. Su popularidad ha crecido año tras año, en el año 2000 se estima que más de 500.000 personas participaron de las distintas actividades. 
Las primeras ediciones fueron durante un solo día y principalmente en la ciudad de Montevideo, posteriormente al irse agregando más lugares a visitar y contemplando el éxito de la iniciativa, las autoridades decidieron que se extendiera a dos días, sábado y domingo, aunque la celebración mantiene la denominación de Día del Patrimonio.
Desde hace varios años en la ciudad de Montevideo y a instancia de dicha celebración, funcionan servicios de transporte urbano con el fin de brindar un circuito patrimonial por diferentes lugares históricos de la ciudad. A su vez, distintas organizaciones vinculadas a la preservación del transporte realizan también recorridos por distintos puntos de la ciudad en autobuses antiguos. 

## Ediciones

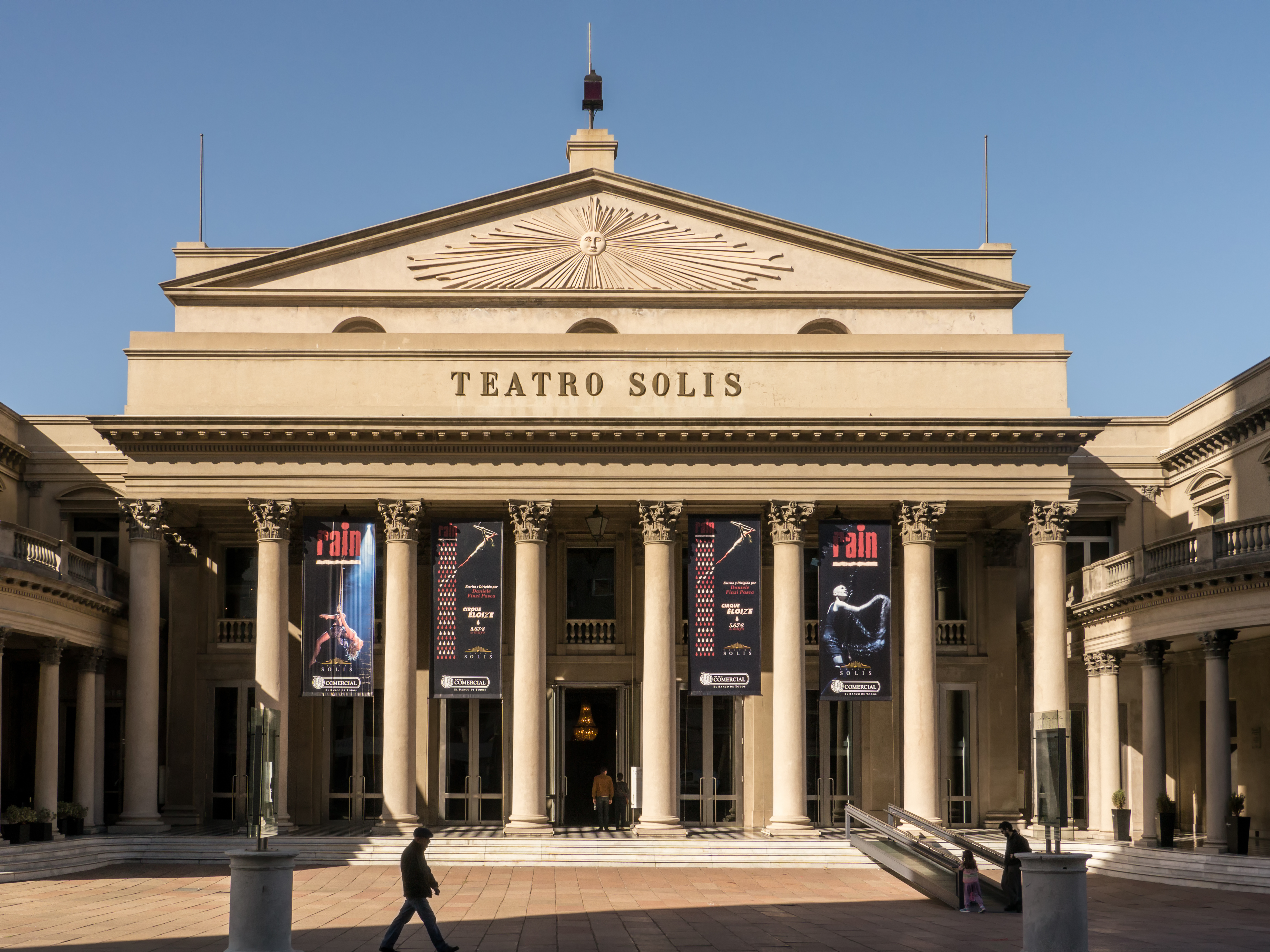
El Teatro Solís, uno de los lugares más visitados durante el Día del Patrimonio

Cada año el Día del Patrimonio elige un tema central de celebración y difusión patrimonial.
| N.º | Dedicado | Lema o slogan | Año  |
| --- | --- | --- | ---- |
| 1º  | Primera edición | «La ocasión de adentrarse en la herencia cultural» | 1995 |
| 2   | José Luis Livni | | 1996 |
| 3   | Juan E. Pivel Devoto | | 1997 |
| 4   | Alfredo R. Campos | | 1998 |
| 5   | Luis Andreoni | «Montevideo, con arquitectura de gusto europeo» | 1999 |
| 6   | Sesquicentenario del fallecimiento del general José Gervasio Artigas | Sesquicentenario del fallecimiento del general José Gervasio Artigas | 2000 |
| 7   | Mauricio y Antonio Cravotto | | 2001 |
| 8   | Horacio Arredondo | | 2002 |
| 9   | Lauro Ayestarán | «La identidad recuperada» | 2003 |
| 10  | Joaquín Torres García | | 2004 |
| 11  | Carlos Solé | | 2005 |
| 12  | Eladio Dieste | «Tradición e innovación Eladio Dieste: El señor de los ladrillos» | 2006 |
| 13  | Rosa Luna, Martha Gularte y Lágrima Ríos | «Apuesta cultural para una sociedad sin discriminación» | 2007 |
| 14  | Carlos Vaz Ferreira | «Uruguay: país de pensamiento» | 2008 |
| 15  | Bartolomé Hidalgo, Bartolomé Hidalgo, Roberto J. Boston, Francisco Espínola, Carlos González, Juan José Morosoli, Yamandú Rodríguez, Aníbal Sampayo, Fernán Silva Valdés, Wenceslao Varela y Rubén Lena | «Tradiciones rurales» | 2009 |
| 16  | Florencio Sánchez, José Podestá, Trinidad Guevara, Alberto Candeau, Ángel Curotto, Atahualpa del Cioppo y Margarita Xirgú                                                                               | «Reconocimiento a los constructores del teatro uruguayo en el Día del Patrimonio» Centenario del fallecimiento de Florencio Sánchez y del nacimiento de Alberto Candeau | 2010 |
| 17  | Bicentenario Nacional | «La Redota; derrotero por la libertad y la unión de los pueblos» | 2011 |
| 18  | Aníbal Barrios Pintoss | «El lenguaje de los uruguayos» | 2012 |
| 19  | El Tango | | 2013 |
| 20  | «el espacio público, arquitectura y participación ciudadana al servicio de la comunidad» | «el espacio público, arquitectura y participación ciudadana al servicio de la comunidad»                                                                                | 2014 |
| 21  | vigésimo aniversario de la incorporación de Colonia del Sacramentoar | «La arquitectura en el Uruguay» | 2015 |
| 22  | Educación Pública - Patrimonio Nacional. | «Educación Pública; Integral, integradora, integrada» | 2016 |
| 23  | La cumparsita | «Patrimonio vivo y universal» | 2017 |
| 24  | 70 años de la Declaración Universal de los Derechos Humanos | «Patrimonio y Diversidad Cultural» | 2018 |
| 25  | Centenario del nacimiento de Amalia de la Vega | «La música en Uruguay» | 2019 |
| 26  | Manuel Quintela | «Medicina y salud, bienes a preservar» | 2020 |
| 27  | José Enrique Rodó | «Las ideas cambian el mundo» | 2021 |
| 28  | Centenario del nacimiento de China Zorrilla | «Cultura de dos Orillas» | 2022 |
| 29  | Homenaje a los arquitectos Alfredo Jones Brown, Juan Antonio Scasso y José Scheps | «Constructores de escuelas y liceos» | 2023 |
| 30  | Homenaje a los viticultores Francisco Vidiella y Pascual Harriague | «El vino como tradición: inmigración, trabajo e innovación» | 2024 |